# Древнесаксонский язык
Древнесаксо́нский язык, также известен как древненижнегерма́нский язык — самая ранняя форма нижненемецкого языка, подтверждённая документами VIII—XII веков. Из него развился средненижненемецкий язык. На нём говорили саксы на северо-западном побережье Германии и в Нидерландах. Древнесаксонский достаточно близок древним англо-фризским языкам (древнефризский язык, древнеанглийский язык); он также близок древненижнефранкскому языку («древнеголландский язык»). Этот язык отличается от древневерхненемецкого языка отсутствием следов второго передвижения согласных. Был взаимопонятен с древнеанглийским языком.

## Фонология
Древнесаксонский язык не принимал участия во втором (верхненемецком) передвижении согласных и поэтому сохранил взрывные согласные звуки p, t, k, которые были изменены в древневерхненемецком языке в различные фрикативы и аффрикаты. Прагерманские дифтонги *ai, *au преобразовались в длинные гласные звуки ē, ō, соответственно, тогда как в древневерхненемецком языке они преобразовывались либо в ei, ou, либо в ē, ō в зависимости от следующего за ним согласного звука. Древнесаксонский, единственный из западногерманских языков, сохранил германский -j- после согласного звука, например, hēliand «спаситель» (др.-в.-нем. heilant, др.-англ. hǣlend, гот. háiljands). Немецкий умлаут присутствует только в виде короткого a и не последователен, например, hebbean или habbian «иметь» (др.-англ. hebban).